# Madeleine Fischer
Madeleine Fischer (12 de noviembre de 1935 - 8 de abril de 2020) fue una actriz suiza que estuvo activa en el cine de Italia.

## Biografía
Fischer era hija de un industrial y una maestra. Pasó su infancia en su casa de Romanshorn, en el cantón de Turgovia. Después de que sus padres se divorciaron a principios de la década de 1950, Fischer se fue con su madre a Roma.
Fischer apareció por primera vez delante de una cámara en 1953, cuando tenía 18 años. Su primer papel importante fue Rosetta Savoni en la película Le Amiche de Michelangelo Antonioni. Interpretó muchos otros papeles en el cine italiano, pero nunca estuvo muy interesada en actuar.
En 1958 dejó la actuación y se casó con un noble local. Trabajó como fotógrafa y empresaria. En la década de 1960, abrió tiendas de moda como Piper Market y Piperino. Comenzó a ampliar sus actividades comerciales y viajó a Milán y Nueva York con su marido.
Fischer se retiró de la moda en los años 1970 y se instaló en Umbría. Se involucró en varios campos artísticos, como la restauración de objetos antiguos. En la década de 2000, escribió varios manuscritos que permanecieron inéditos. En 2004, Fischer dirigió Uròboro, una versión posmoderna de Caperucita Roja en forma de ópera cómica.
Madeleine Fischer murió el 8 de abril de 2020 en Gubbio a la edad de 84 años.

## Filmografía

### Actriz
- We, the Women (1953) - Madeleine (segment "Concorso 4 Attrici 1 Speranza")
- Le Amiche (1955) - Rosetta Savoni
- I pappagalli (1955) - Liliana
- The Bachelor (1955) - Carla Alberini
- La gran mentira (1956) - Teresa Campos
- Classe di ferro (1957) - Isabella Martelli
- Lazzarella (1957) - Brigitte
- The Day the Sky Exploded (1958) - Katy Dandridge
- Te doy mi vida (1958)
- L'ultima canzone (1960) - Rosaria (final film role)

### Directora
- Uròboro